# Germanus Luidtke
Germanus Luidtke (* 5. Februar 1592 in Havelberg; † 10. November 1672 in Stendal) war ein deutscher Jurist, Bürgermeister in Stendal, Canonicus in Havelberg sowie Verordneter der altmärkischen Landschaft.

## Abstammung
Seine Eltern waren Lucas Luidtke, residierender Domherr und Inhaber der Dompropstei in Havelberg, und Frau Catharina Hoffmeister. Vater des Lucas Luidtke war Matthaeus Luidtke (Matthäus Ludecus), 44 Jahre lang Canonicus und Decanus des Domstiftes zu Havelberg. Seine Mutter war Enkeltochter des Kanzlers Johann Weinlob des brandenburgischen Kurfürsten Joachim II. Die vorstehenden und nachstehenden Angaben sind im Wesentlichen den Leichenpredigten für Matthäus Ludecus und Germanus Luidtke entnommen.

## Schulzeit
Als sein Vater verstarb, war Germanus Luidtke vier Jahre alt. Sein Großvater als Vormund ließ ihn zunächst in Havelberg bei Privatlehrern unterrichten. 1604 schickte er ihn in die Stendalische Schule. Als 1607 die Pest in Stendal ausbrach, kehrte er nach Havelberg zurück und wurde dort privat von Matthias Karstadt unterrichtet.
Der Jurist und Domdechant am Havelberger Dom Reimar von Karstedt wurde nach dem Tode des Großvaters Matthäus Ludecus im Jahre 1606 dessen Nachfolger als Dechant, wurde  Vormund von Germanus Luidtke und sorgte für eine gute Erziehung und Ausbildung. Dieser bedankte sich bei Karstedt  mit einer Widmung in seiner akademischen Disputation nach Beendigung seines Studiums. Dabei bezeichnete er Karstedt als seinen „Wächter“ und „Förderer“ (tutor ac promotor).
Im Jahre 1608 wurde er von Karstedt nach Stettin geschickt, wo er zusammen mit seinem Vetter Johann Luidtke einen Privatlehrer hatte und daneben am Fürstlichen Pädagogium in Stettin unterrichtet wurde.

## Studium
Ab 1611 studierte er in Wittenberg für drei Jahre u. a. bei Valentin Wilhelm Förster, Helferich Ulrich Hunius, Martinus Titius Philosophie, Rechtswissenschaften und Politische Wissenschaften. Schon 1612 veröffentlichte er eine Abhandlung, die sich mit der zu Beginn des 17. Jahrhunderts entstandenen Lehre von der „res publica mixta“ beschäftigte. Diese Lehre begründete die moderne Gewaltenteilungsdoktrin, die Grundlage der neuzeitlichen Demokratie geworden ist.
Danach begab er sich nach Leiden in den Niederlanden, um dort sein Studium fortzusetzen, und reiste danach nach England und Frankreich. Er hielt sich eine Zeit lang in der königlichen Residenz und der Hauptstadt London auf, besuchte die Universitäten Cambridge und Oxford und studierte dort Polizeiwissenschaften. Nach einigen Monaten reiste er im Jahre 1614 von dort nach Frankreich und hielt sich in der königlichen Residenz und der Universität Paris für acht Monate auf.
Nach Stendal kehrte er im Jahre 1615 zurück und hatte vor, wieder eine deutsche Universität zu besuchen. Jedoch wurde er von diesem Vorhaben abgehalten, weil er von einer lebensbedrohenden Krankheit befallen wurde und er sich nach der Genesung entschied, in Stendal einer beruflichen Tätigkeit nachzugehen.

## Stammbuchblatt für Heinrich Julius von Arnstedt

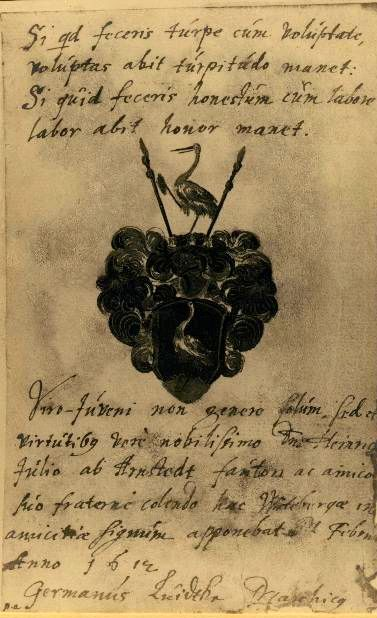
Stammbuchblatt von Germanus Luidtke für Heinrich Julius v. Arnstedt

Das Stammbuchblatt wurde in der Familie Lüdke aufbewahrt. Es befand sich vor dem Zweiten Weltkrieg im Besitz des Kgl. Polizeirats a. D. Karl Lüdke in Berlin und ist heute verschollen. Die Fotografie wurde etwa 1930 gefertigt. Die Farben auf dem Wappen sind im Original rot (Helmzier und Schild unten) sowie schwarz (Zeichnung der Kraniche). Das Wappen unterscheidet sich von dem Wappen seines Großvaters Matthäus Ludecus dadurch, dass nicht mehr die beiden Speere beigegeben sind. Der dem Freund gewidmete lateinische Text Luidtkes verwendet eine in ähnlicher Form auch sonst verbreitete lateinische Spruchweisheit, die ein von Aulus Gellius mitgeteiltes griechisches Diktum übersetzt.
Heinrich Julius von Arnstedt (1593–1660) studierte seit 1614 in Rostock und war von 1625 bis zu seinem Tode 1660 Dekan am Ober-Kollegialstift zu Unser Lieben Frauen in Halberstadt
Transkript (unlesbarer oder schwer lesbarer Text in eckigen Klammern):
Si quid feceris turpe cum voluptate, voluptas abit, turpitudo manet: Si quid feceris honestum cum labore, labor abit, honor manet.
Viro-Juveni non genere solum, sed et virtutibus vere nobilissimo dom. Henric[o] Julio ab Arnstedt fautore ac amico meo fraterne colendo huc W[ietebe]rgae in amicitiae signum apponebat […] Febru[ario] Anno 161[4]
Germanus Luidtke Marchicus
Übersetzung:
Wenn Du etwas Schändliches mit Lust getan hast, so schwindet die Lust, die Schändlichkeit bleibt. Wenn Du etwas Ehrenhaftes mit Anstrengung getan hast, so schwindet die Anstrengung, die Ehre bleibt.
Dem nicht nur durch seine Herkunft, sondern auch durch seine Tugenden wahrhaft alleredelsten Manne und Jüngling Heinrich Julius von Arnstedt, meinem brüderlich zu verehrenden Gönner und Freund, schenkte in Wittenberg dies Zeichen der Freundschaft am […] Februar des Jahres 161[4]
Germanus Luidtke, der Märker.

## Berufliche Tätigkeit
Im Jahre 1620 wurde Luidtke durch die Wahl des Rats der Stadt Stendal zum Ratsherrn berufen. Die Berufung wurde von dem Kurfürsten Georg Wilhelm bestätigt.
Obwohl er gerne noch eine Weile dieses Amt ausgeübt hätte, wurde er 1626 zum Ratskämmerer gewählt in einer Zeit, als infolge des Dreißigjährigen Krieges Kriegsunruhen herrschten. Dazu kam noch, dass eine große Pest in der Stadt wütete, woran sehr viele Menschen und auch die beiden regierenden Bürgermeister verstarben.
Zum Konsul und Bürgermeister dieser Stadt wurde er im Jahre 1633 durch einhellige Wahl des Rats und durch kurfürstliche Confirmation bestellt. Dieses Amt übte er in den ungeraden Jahren von 1633 bis 1671 aus. Am 24. Juli 1643 hielt er die Dankesrede auf den Kurfürsten Georg Wilhelm, der vor Wallenstein nach Stendal geflüchtet war.
Auf Ansuchen der altmärkischen und Prignitzer Städte wurde er 1641 von Georg Wilhelm zum Verordneten dieser Städte bestellt. Dieses Amt hat ihm keine Freude bereitet, da die Städte stark verschuldet waren und die Verhandlungen mit den Kreditgebern erfolglos blieben. Da aber die notwendigen Zahlungsmittel nicht zur Verfügung gestellt wurden, obwohl er sich deswegen an den Kurfürsten gewandt hatte, dies aber von den Hofräten des Kurfürsten abgelehnt wurde, gab er sein Amt auf.
Auf Vorschlag der altmärkischen Städte wurde er im Jahre 1649 von Georg Wilhelm zum Verordneten der Landschaft (Vertretung der Stände in Brandenburg) bestätigt. Dieses Amt nahm er bis zu seinem Tode wahr.

## Kirchliche Tätigkeit
In der Zeit von 1632 bis 1648 war er „1. Canonicus absens“ des Stiftes Havelberg.

## Familie
1617 verheiratete er sich mit Anna Krahne, Tochter des Freisassen und Rechtsanwalts am kurfürstlich brandenburgischen altmärkischen Quartalsgerichts Adam Krahne. Aus der Ehe entstammten sieben Kinder (fünf Söhne und drei Töchter). 1631 verstarb seine Ehefrau und hinterließ ihm fünf kleine Kinder. Zwei Kinder waren schon vorher verstorben.
Nach dem Trauerjahr heiratete er 1632 Elisabeth Fattmann, Tochter des Simonis Fattmann, ehemals Bürgermeister und Verwalter der Universität Frankfurt an der Oder. Während der Ehe wurden zwei Söhne geboren, die aber beide nebst der Mutter an der Pest im Jahre 1636 verstarben.
Im Jahr 1641 heiratete er dann Elisabeth Lentin, die Witwe des Heinrich Döhren, ehemals kurfürstlich brandenburgischer Amtmann zu Neuendorf. In der Ehe wurden zwei Kinder geboren, ein Sohn, der früh starb, und eine Tochter Elisabeth, die mit Christoph Praetorius, Altmärkischer Quartalsgerichtsadvokat, Kämmerer in Stendal und Lieddichter, verheiratet war.
An Kindeskindern hat er 20 erlebt, davon lebten bei seinem Tode noch 15. Die Tochter des ältesten Sohnes Adam, Anna, hatte unmittelbar vor dem Tod des Germanus Luidtke, den Pfarrherrn zu Staats und Vinzelberg Johann Prätorius, geheiratet.

## Bekannte Nachkommen
- Germanus Luidtke, hochfürstlicher Brandenburgischer Hofrat und Geheimsekretär in Bayreuth.
- Christian Luidtke, getauft am 11. Januar 1621 in St. Marien in Stendal, im Rat der Stadt Stendal in den geraden Jahren von 1672 bis 1680, Kämmerer 1626, Bürgermeister 1685, Großvater von
- Friedrich Germanus Lüdke, evangelischer Theologe der Aufklärung in Berlin (1730–1792)[15]

## Werk
- Germanus Luidtke, Exercitatium politicarum quarta Republica in generale, in specie de republica mixta. Wittenberg 1612 (Bibliothek der Marburger Universität Bd. 95 Nr. 25) digitale.bibliothek.uni-halle.de